# 펠리시우 밀송
펠리시우 멘드스 주앙 밀송(포르투갈어: Felício Mendes João Milson, 1999년 10월 12일 ~ )은 앙골라의 축구 선수로, 현재 세르비아 수페르리가 클럽 츠르베나 즈베즈다와 앙골라 국가대표팀에서 윙어로 활약하고 있다.

## 구단 경력
밀송은 2020년 6월 10일, 포르투와의 프리메이라리가 경기에서 마리티무와 함께 프로 데뷔 전을 치렀다.
2022년 2월 12일, 밀송은 러시아 프리미어리그 클럽 파리 니즈니노브고로드와 장기 계약을 체결했다.
2023년 2월 3일, 밀송은 튀르키예의 앙카라귀쥐에 옵션으로 임대되어 입단했다.
2023년 7월 6일, 밀송은 이스라엘의 마카비 텔아비브와 3년 계약에 합의했다.

## 국가대표팀 경력
밀송은 2017년 모리스 르블로 대회에서 앙골라 U-20 국가대표팀을 대표했다. 밀송은 2020년 10월 23일, 모잠비크와의 친선 경기에서 3-0으로 승리하며 앙골라 국가대표팀에 데뷔했다.